# 招翰昭
招翰昭（?—?），廣東省廣州府南海縣凤冈村人，清朝政治人物、同進士出身。
光緒二十年（1894年），参加光緒甲午科殿試，登進士三甲80名。同年五月，著交吏部掣签分发各省，以知县即用。